# Réserve écologique de la Pointe-Heath
Die Réserve écologique de la Pointe-Heath ist ein ökologisches Schutzgebiet im Osten der kanadischen Provinz Québec.
Es wurde im Jahr 1978 auf einer Fläche von 1869 ha eingerichtet. Es liegt in der regionalen Grafschaftsgemeinde Minganie am Ostrand der Insel Anticosti und umfasst deren Moorgebiete. Dabei handelt es sich um Hochmoore, auch ombrotrophe Moore oder Hochmoore genannt, sowie minerotrophe Niedermoore. Geschützt wird zudem die Falaise aux Goélands, eine Steilküste, in der zahlreiche Vögel nisten, wie die Dickschnabellumme (Uria lomvia; französisch Guillemot de Brünnich oder Marmette de Brünnich), der Papageitaucher (Fratercula arctica), die Dreizehenmöwe, die hier die größte Kolonie Québecs bildet, oder der Basstölpel (Morus bassanus), von dem mehr als 200 Paar an der Küste nisten.

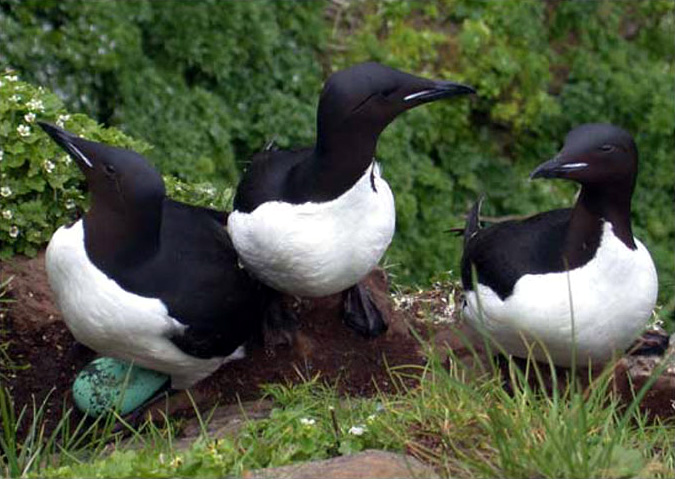
Dickschnabellummen

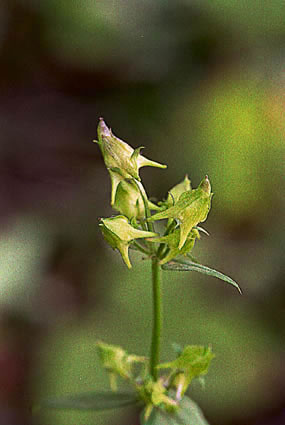
Halenia deflexa

Das Schutzgebiet erhebt sich von der Küste auf eine maximale Höhe von 15 m über dem Meeresspiegel und ist ausgesprochen flach. Der Untergrund besteht aus Sedimentgesteinen, insbesondere kalkreichen Ablagerungen. Dabei sind die Grenzen zwischen dem unmittelbaren Ufergebiet und der erhöhten, fossilienreichen Plateaufläche darüber scharf abgegrenzt. Sie ist von einer dünnen Tillitschicht bedeckt, die während der letzten Eiszeit entstand. Die organischen Ablagerungen bedingen die beiden vorherrschenden Moor-Bodentypen.
Vorherrschende Pflanzen in den zuflusslosen Hochmooren sind Torfmoose (´französisch sphaignes), Torfgränke und Schwarz-Fichte. Nähert man sich dem Meer, so nimmt die Schwarze Krähenbeere zu. Dort, wo Gewässer mit Nährstoffen vorhanden sind, gibt es weniger Torfmoose, stattdessen herrschen Sauergrasgewächse und Süßgräser vor.
Wo Bäume stehen, handelt es sich meist um Balsam-Tannen oder Weiß-Fichten, meist als Krummholz.
Erfasst sind 176 Gefäßpflanzen, 22 Moose, 9 Flechten und 3 Lebermoose. Mindestens zwei Arten gelten als gefährdet oder bedroht: Halenia deflexa ssp. brentoniana und Gentianopsis nesophila, die zu den Enziangewächsen (Gentianaceae) zählen.
Der auf der Insel sehr zahlreiche Weißwedelhirsch sucht das Schutzgebiet häufig auf, auch Enten finden sich hier, und die Kanadagans. An der Küste finden sich Gryllteiste (Cepphus grylle; französisch guillemot à miroir), sowie der Tordalk, der hier Petit Pingouin heißt.